# Qaleh-ye Now
Qaleh-ye Now (persiska: قلعۀ نو) är en provinshuvudstad i Afghanistan. Den ligger i provinsen Badghis, i den nordvästra delen av landet. Qaleh-ye Now ligger 887 meter över havet och antalet invånare är 9 000.